# Donald Alan Thomas
Donald Alan Thomas dr. (Cleveland, Ohio, 1955. május 6. –) amerikai mérnök, űrhajós.

## Életpálya
1977-ben az Case Western Reserve University keretében fizikából diplomázott. 1980-ban a  Cornell Egyetemen anyagtudományból doktorált (Ph.D.), majd 1982-ben megvédte diplomáját. Az AT & T Bell Laboratories Princeton (New Jersey) kutatója. Kettő szabadalma van. 1987-től a Lockheed Mérnöki Tudományok Társaság (Houston) támogató csapatának tagja. 1988-ban a NASA Lyndon B. Johnson Space Center (JSC) mérnöke. Magánpilótaként (motoros és vitorlázó) több mint 250 órát tartózkodott a levegőben.
1990. január 17-től a Lyndon B. Johnson Űrközpontban részesült űrhajóskiképzésben. Az Űrhajózási Hivatal megbízásából az űrrepülőgépen szállított anyagok biztonságáért, a kutatások fejlesztéséért, az alkalmazott robotok fejlesztéséért volt felelős munkatárs. 1999-2000 között Moszkvában a NASA műveleti igazgatója. 2003-tól a NASA Nemzetközi Űrállomás Program tudósa. Négy űrszolgálata alatt összesen 43 napot, 8 órát és 13 percet (1040 óra) töltött a világűrben. Űrhajós pályafutását 2007 júliusában fejezte be. 2007-től a Willard Hackerman Akadémia igazgatója.

## Űrrepülések
- STS–65, a Columbia űrrepülőgép 17. repülésének küldetésfelelőse. A Spacelab (IML–2) mikrogravitációs laboratóriumban 12 órás váltásokban elvégezték a 82 kereskedelmi megrendelés kísérleteit, anyagok előállítását. Első űrszolgálata alatt összesen 14 napot, 17 órát és 55 percet (354 óra) töltött a világűrben. 9 886 200 kilométert (6 143 000 mérföldet) repült, 235 kerülte meg a Földet.
- STS–70, a Discovery űrrepülőgép 21. repülésének küldetésfelelőse. A legénység pályairányba állította a Data Relay Satellite (TDRS), híradástechnikai műholdat. Második űrszolgálata alatt összesen 8 napot, 22 órát és 20 percet (214 óra) töltött a világűrben. 6 000 000 kilométert (3 700 000 mérföldet) repült, 143 alkalommal kerülte meg a Földet.
- STS–83, a Columbia űrrepülőgép 22. repülésének küldetésfelelőse. A Spacelab (MSL–1), a mikrogravitációs laboratóriumi program a Space Shuttle energiaellátása miatt félbeszakadt. Harmadik űrszolgálata alatt összesen 3 napot, 23 órát és 13 percet (95 óra) töltött a világűrben. 2 400 000 kilométert (1 500 000 mérföldet) repült, 83 kerülte meg a Földet.
- STS–94, a Columbia űrrepülőgép 23. repülésének küldetésfelelőse. Az STS–83 űrrepülésen félbeszakadt Spacelab (MSL–1) programot folytatták. Negyedik űrszolgálata alatt összesen 15 napot, 16 órát és 45 percet (377 óra) töltött a világűrben. 10 000 000 kilométert (6 200 000 mérföldet) repült, 251 kerülte meg a Földet.